# (5014) Gorchakov
(5014) Gorchakov (1974 ST) – planetoida z pasa głównego asteroid okrążająca Słońce w ciągu 5,65 lat w średniej odległości 3,17 j.a. Została odkryta 19 września 1974 roku przez Ludmiłę Czernych.